# Ermita de San Ildefonso
La ermita de San Ildefonso es un lugar de culto situado en los Jardines del Palacio de La Granja de San Ildefonso, en el Real Sitio de San Ildefonso.

## Historia

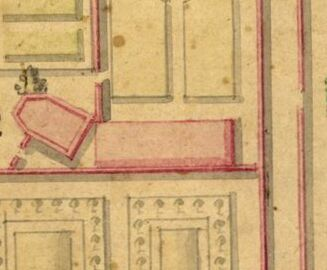
La ermita primitiva en el plano de Méndez de Rao (c. 1734-1737)

Alrededor de 1450, Enrique IV de Castilla compró la propiedad conocida como Casar del Pollo, que rodeaba la ermita de San Ildefonso. La adquisición se hizo a su propietario Pedro el Santo por un censo de 500 maravedíes. La propiedad quedó incorporada a la ermita y pasó a conocerse como Casa Real de San Ildefonso. En las cercanías el monarca contaba ya con la Casa del Bosque, antecedente del Palacio Real de Valsaín. Esta primera construcción era de menor tamaño que la actual y se encontraba en el mismo lugar aunque con un eje ligeramente virado. Contaba con una nave rematada por un ábside y se encontraba orientada hacia el este como era habitual.
La ermita sería cedida por los Reyes Católicos a los monjes jerónimos del Real Monasterio de Santa María del Parral, situado en la cercana ciudad de Segovia. Los monjes construirían cerca de la ermita una granja, como lugar agrícola y de recreo. Esta granja sería el origen del palacio que Felipe V mandaría construir a partir de la compra de la granja a los monjes jerónimos el 23 de marzo de 1720.
La construcción actual se realizó hacia 1743 según planos de Santiago Bonavía, ejecutados por un maestro de obras local. En este año la ermita fue entregada a una cofradía formada por los jardineros que trabajan en los jardines del Palacio.
Hacia 1992 se realizó una recuperación del edificio que se encontraba en un estado semirruinoso.
En la actualidad es posible visitar su interior a finales de agosto, el 28 de agosto con ocasión de la festividad de San Agustín. Ese día se celebra la conocida como misa de la Pera, en que se celebra una eucaristía al final de la cual se reparte una pera a los asistentes.

## Descripción
La construcción actual es una ermita de planta aproximadamente rectangular, de una nave con dos pequeñas crujías adosadas a cada lado de la nave principal. La nave cuenta con un crucero generado por la intersección de dos capillas laterales de dimensiones similares a la capilla mayor.
La nave principal está presidida por un altar con retablo en el que se encuentra una pintura representando la Imposición de la Casulla por la Virgen a San Ildefonso. En el interior se guarda un óleo del siglo XVIII representando a San Agustín.

### Individuales
1. ↑  Iranzo Fernández, Rita (2015). Color y arquitecturas revocadas de La Granja de San Ildefonso : urbanismo mano-nido (Tesis de Doctor). Universidad Politécnica de Madrid.
2. ↑  Europa Press (28 de agosto de 2009). «Unas 300 personas participan en la 'Misa de la pera' en La Granja de San Ildefonso (Segovia)». Europa Press. Consultado el 26 de septiembre de 2023.